# Mimotělní zkušenosti

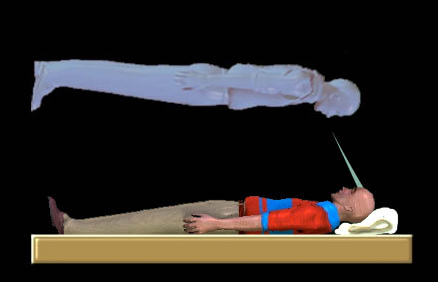
Umělcovo znázornění mimotělního zážitku

Mimotělní zkušenost nebo Mimotělní zážitek (z anglického out-of-body experience – OBE nebo někdy OOBE) je psychologický fenomén osobních zážitků, které typicky zahrnují pocit vznášení se mimo své tělo a v některých případech vnímání fyzického těla z místa mimo své tělo.
Termín out-of-body experience uvedl v roce 1943 Georgem Tyrrellem ve své knize Apparitions a byl přejat výzkumníky jako Celia Green nebo Robert Monroe.
Mimotělní zážitek může být spontánně vyvolán např. traumatickým poraněním mozku, smyslovou deprivací, prožitkem blízké smrti (NDE), disociačními a psychedelickými drogami, dehydratací, vizuálním podnětem. Jednou nebo víckrát v životě zažije mimotělní zážitek jeden z deseti lidí. Záměrně může být mimotělní zážitek vyvolán usínáním bez ztráty bdělosti, hlubokým transem, meditací, vizualizací, elektrickou stimulací mozku a dalšími metodami. Někteří lidé jsou schopni vlastní mimotělní zážitek vyvolat úmyslně. 
Historicky i v současnosti jsou mimotělní zážitky zmiňovány některými autory mystických a okultních spisů, nověji autory oboru parapsychologie. Společně je považují za důkaz, že duše, duch nebo jemnohmotné tělo se může oddělit od těla, navštívit blízká i vzdálenější místa a obecně bez těla dočasně nebo trvale existovat. V tom se shodují s tradičními náboženskými názory.
Fenomén mimotělních zážitků od poloviny 20. století ve větší míře zkoumají lékaři, psychologové a vědci dalších oborů, kteří se snaží doložit jejich reálnost a kognitivní potenciál.
Vědecký konsenzus považuje mimotělní zážitky za typ halucinace, která může být způsobena různými psychologickými a neurologickými faktory.

## Typy mimotělních zážitků

### Spontánní

#### Během spánku
Lidé, kteří zažili mimotělní zážitek, někdy označují předcházející počínající stav jako lucidní snění. V mnoha případech lidé, kteří popsali mimotělní zážitek, líčí, že byli na pokraji spánku, nebo že před mimotělním zážitkem už krátce spali. Velké procento těchto případů se vztahuje k situacím, kdy spánek nebyl příliš hluboký (z důvodu nemoci, zvuků v ostatních místnostech, emocionálního stresu, vyčerpání z přepracování, častého opětovného probuzení atd.). V některých z těchto případů se lidé poté cítí bděle, polovina z nich zaznamenala pocit spánkové paralýzy.

#### Prožitek blízké smrti
Další formou spontánních mimotělních zážitků jsou prožitky blízké smrti (NDE). Někteří lidé líčí, že měli mimotělní zážitek v době vážného fyzického traumatu, jako například při autonehodě, při větším chirurgickém zákroku nebo skoro utonutí. 

#### Jako důsledek extrémní fyzické námahy
Extrémní fyzická námaha během aktivit, jako je například vysokohorské lezení nebo maraton, může vyvolat mimotělní zážitek, podobný jako při prožitku blízké smrti (NDE). Někdy je popisován pocit pohledu ze země i vzduchu současně. 

### Záměrně vyvolané
Jsou také známy metody záměrného vyvolání, předem promyšlených a vědomě kontrolovaných mimotělních zážitků. Více lidí se snažilo vyvinout techniky pro vyvolání takových mimotělních zážitků. Je dostatek jejich příkladů v mnoha populárních knihách na toto téma. 

#### Mentálně vyvolané
- Fyzické usínání bez ztráty bdělosti.

Stav bdělé mysli a spícího těla (Mind Awake, Body Asleep) je technika řízená vůlí, často využívaná jako způsob vyvolání mimotělních zážitků, kromě dalších technik. 
- Probuzení psychické, ale ne fyzické.

Při této technice je obvykle dosahováno mimotělního zážitku procvičováním lucidního snění. Jakmile jste uvnitř lucidního snu, můžete buď sen směřovat k mimotělnímu zážitku, nebo můžete snění úplně odstranit a tím získat přístup k základnímu stavu spánkové paralýzy, stavu ideálnímu pro vizualizaci oddělení od těla.
- Hluboký trans, meditace a vizualizace.

Typy vizualizací se liší, některé běžně používané představy zahrnují lezení po lanu sloužící k „vytáhnutí“ z vlastního těla, vznášení se mimo své tělo, „výstřel z děla“ a další podobné metody. Tyto techniky jsou považovány za těžko použitelné pro lidi, kteří se nedokáží pořádně uvolnit. Jedním z příkladů takové techniky je populární technika Zlatého úsvitu, technika světelného těla (Body of Light). 

#### Mechanicky vyvolané
- Synchronizace mozkových vln prostřednictvím audio/vizuální stimulace. Binaurální tepy mohou být použity k vyvolání specifických frekvencí mozkových vln. [12] zejména těch, které převládají ve stavech, kdy je mysl bdělá a tělo spí. Monroe Institute vypozoroval, že binaurální indukce frekvence mozkových vln o 4 Hertz – „spící tělo“ je efektivní[13] a někteří autoři považují binaurální tepy za významnou podporu vyvolávání mimotělních zážitků společně s použitím jiných technik. [14][15]